# Malo Lipje
Malo Lipje je naselje v Občini Žužemberk.